# 김성년
김성년(金聖年, 1977년 6월 23일 ~ )은 대한민국의 제6·7·8대 대구광역시 수성구의원이다.

## 학력
- 영남대학교 국어국문학 학사 졸업

### 비학위 수료
- 영남대학교 환경대학원 환경계획학 석사 과정 수료

## 경력
- 2007 수성주민광장 운영위원
- 2010 ~ 2012 수성구 보육정책심의위원회 위원
- 2010 ~ 2013 범어도서관 건립추진 특별위원회 부위원장
- 2010.07 ~ 2014.06 제6대 대구광역시 수성구의회 의원
- 2010.07 ~ 2012.07 제6대 대구광역시 수성구의회 전반기 운영위원회 위원
- 2010.07 ~ 2012.07 제6대 대구광역시 수성구의회 전반기 사회복지위원회 위원
- 2010.07 ~ 2012.07 제6대 대구광역시 수성구의회 전반기 예산결산특별위원회 위원장
- 2012 대구노변초등학교 운영위원회 위원
- 2012.07 ~ 2014.06 제6대 대구광역시 수성구의회 후반기 운영위원회 위원장
- 2012.07 ~ 2014.06 제6대 대구광역시 수성구의회 후반기 도시건설위원회 위원
- 2012.07 ~ 2014.06 제6대 대구광역시 수성구의회 후반기 예산결산특별위원회 위원
- 2012.10 ~ 2013.07 진보정의당 대구시당 공동위원장
- 2012.11 ~ 2012.11 제6대 대구광역시 수성구의회 4차순환민자도로활성화를위한범안로통행무료화특별위원회 위원
- 2013.07 ~ 2014.07 정의당 대구시당 공동위원장
- 2014.07 ~ 2018.06 제7대 대구광역시 수성구의회 의원
- 2014.07 ~ 2016.07 제7대 대구광역시 수성구의회 전반기 행정자치위원회 위원
- 2014.07 ~ 2016.07 제7대 대구광역시 수성구의회 전반기 예산결산특별위원회 위원
- 2015.07 ~ 2015.07 제7대 대구광역시 수성구의회 조례정비특별위원회 위원
- 2016.07 ~ 2018.06 제7대 대구광역시 수성구의회 후반기 사회복지위원회 위원
- 2016.07 ~ 2018.06 제7대 대구광역시 수성구의회 후반기 예산결산특별위원회 위원
- 2018.07 ~ 2022.06 제8대 대구광역시 수성구의회 의원
- 2018.07 ~ 2020.07 제8대 대구광역시 수성구의회 전반기 행정자치위원회 위원
- 2018.07 ~ 2020.07 제8대 대구광역시 수성구의회 전반기 예산결산특별위원회 위원장
- 2019.07 ~ 정의당 대구시당 수성구 지역위원회 위원장
- 2020.07 ~ 2022.06 제8대 대구광역시 수성구의회 후반기 도시보건위원회 위원
- 2020.07 ~ 2022.06 제8대 대구광역시 수성구의회 후반기 윤리특별위원회 위원장

## 역대 선거 결과
|  | 8.37% |

|  | 17.47% |

|  | 21.87% |

|  | 12.08% |

|  | 13.35% |

|  | 2.17% |

## 참고 자료
- 공식 블로그 보관됨 2020-03-11 - 웨이백 머신
- 김성년 - 페이스북